# 大沙站 (韓國)
大沙站（：／ Daesa yeok */?）是釜山－金海輕軌沿線的一座高架車站，位於韓國釜山廣域市江西區江東洞。

## 車站結構
站體為2面2線側式月台的高架車站，候車月台設有月台幕門，並有2處出口。

### 月台配置
| 平江 ↑ |
| \| 上  |
| ↓ 佛岩 |

| 月台 | 路線              | 目的地     |
| ---- | ----------------- | ---------- |
| 上行 | ●釜山－金海轻电铁 | 沙上方向   |
| 下行 | ●釜山－金海轻电铁 | 加耶大方向 |

## 歷史
- 2011年9月16日：落成啟用。

## 車站周邊
- 西洛東江
- 金海橋
- 江東衛生所
- 江東幼稚園
- 江東洞郵局
- 江西區大沙哈摩尼敬老堂
- 釜山農產品物流配送區域中心

## 相鄰車站
釜山-金海輕電鐵
●釜山－金海轻电铁
平江（8）－大沙（9）－佛岩（10）